# Gompie en zijn vriendjes
Gompie en zijn vriendjes is een televisieserie voor kleuters. Het is een poppenserie die werd uitgezonden door de NCRV van 5 oktober 1966 tot 25 november 1972. Aanvankelijk was het programma onderdeel van  het kinderprogramma "Het Koerhuis van Papa Wirrewarre". In 1967 werd het onderdeel van het programma "De Kijkkast".

## Inhoud
Gompie is een walrus die samen met zijn vriendjes en de Kijkkastman vele avonturen beleeft. De meest typerende uitspraak van Gompie is: "Gómpie..., wat zielig..." en "Gompie wil een knuffie".
De vriendjes van Gompie zijn andere poppen: Peentje, Majolica en Ritsaert. Allemaal wonen ze in huis bij Pappa Wirrewarre. Peentje is een ondeugend jongetje met rood haar, Majolica speelt een deftige dame en Ritsaert is een vos.
Gompie is bang dat Baas Barrebul, zijn vorige eigenaar, hem zal komen weghalen bij pappa Wirrewarre.
Jaap Molenaar was de schrijver van de serie en tevens een van de hoofdrolspelers.

## Rolverdeling
- Jaap Molenaar - Papa Wirrewarre
- Jan Wegter - Baas Barrebril
- Jaap Molenaar - Neef Loeloe

Met de stemmen van : 
- Jan Borkus - Gompie de Walrus
- Corry van der Linden - Majolica
- Jan Borkus - Ritsaard de vos
- Corry van der Linden - Peentje Pierebol

overige stemmen : Guus Verstraete, Margreet Heemskerk en Pierre Biersma.

## Discografie

### Albums
- De avonturen van Gompie en z'n vriendjes (tv-serie van de NCRV) - CNR 385 104[1]

### Singles
- Kinderkoor Jacob Hamel - Gompie lied (uit de NCRV serie Gompie en zijn vriendjes) CNR